# Crenicichla brasiliensis
Crenicichla brasiliensis, conhecido popularmente como joana-guenza, peixe-sabão jacundá e joaninha, é uma espécie da família dos ciclídeos (Cichlidae) e do gênero Crenicichla.

## Etimologia
O nome popular guenza tem origem obscura, mas Nei Lopes propôs que se originou do quicongo ngenza, no sentido de "vagina", talvez pela forma do peixe. Jacundá deriva do tupi yaku'nda, que é empregado como nome genérico aos membros da família dos ciclídeos. Foi registrado em 1618 como jacundâ, em 1631 como iacunda e em 1895 como jacundá. Joaninha deriva do antropônimo Joana junto do diminutivo -inha. Foi registrado pela primeira vez em 1899. O nome genérico Crenicichla deriva do latim crenulatus (recortado) e do grego kíchlē (κιχλη), "bodião". O epíteto específico menezesi homenageia o professor Dr. Naércio Aquino Menezes (1937–2021), do Museu de Zoologia da Universidade de São Paulo.

## Taxonomia e sistemática
Crenicichla brasiliensis foi classificada por Marcus Elieser Bloch em 1792 sob o nome de Perca brasiliensis. Mais tarde a espécie foi transferida ao gênero Crenicichla, que faz parte da família dos ciclídeos (Cichlidae) e da subfamília dos ciclíneos (Cichlinae). Trata-se do segundo maior gênero dentro da família dos ciclídeos, com ampla distribuição na América do Sul. Em 1991, Alex Ploeg descreveu a espécie Crenicichla menezesi. Atualmente, C. menezesi está a ser considerada como sinônimo de C. brasiliensis. Algumas classificações taxonômicas ainda reconhecem a validade de ambas, e assume-se que serão necessárias novos estudos para validar o diagnóstico.

## Descrição
Os machos de Crenicichla brasiliensis apresentam comprimento total entre 12,64 e 17,2 centímetros, com média de 16,2 centímetros (±2,69), enquanto as fêmeas variaram de 11,38 a 19,5 centímetros, com média de 14,8 centímetros (±2,70). Observa-se maior frequência de machos nas classes de 16 a 18 centímetros, e de fêmeas entre 12 e 14 centímetros. A massa corporal varia de 32,4 a 79,22 gramas nos machos (média de 54,14 ±13,64 gramas) e de 24,8 a 92,5 gramas nas fêmeas (média de 39,72 ±2,53 gramas), com maior ocorrência em ambos os sexos na classe de 20 a 40 gramas. A relação entre peso (P) e comprimento (C) é positiva para machos e fêmeas, indicando que o aumento no comprimento corporal está associado ao ganho de massa.

## Distribuição e habitat
Crenicichla brasiliensis é endêmica do Brasil e está presente nos rios de vários estados do Nordeste (Maranhão, Pernambuco, Ceará, Paraíba, Piauí e Rio Grande do Norte) até a porção leste do Pará, no Norte, na margem direita do rio Amazonas, nos biomas da Caatinga, Cerrado, Amazônia e Mata Atlântica. Especificamente, está presente nas sub-bacias do Gurupi, do Itapecuru, do Jaguaribe, do litoral de Alagoas, Pernambuco, Paraíba e Ceará, do Mearim, do Munim, do Alto, Médio e Baixo Parnaíba e do Piranhas. Há registros da espécie para o estado da Bahia, mas essa identificação aparenta ser errônea. Habita uma grande variedade de ambientes, incluindo rios e riachos sazonais.

## Ecologia
A razão sexual observada para Crenicichla brasiliensis é de 1,3 macho para cada fêmea, com ligeira predominância de machos (57,93%). No estudo promovido por Araújo et al. (2012), notou-se que a proporção de sexos varia ao longo do tempo, com mais machos tendo sido registrados entre março, julho e dezembro de 2009, e de janeiro a fevereiro de 2010, enquanto as fêmeas foram mais frequentes entre abril e junho de 2010. A segregação espacial entre os sexos pode explicar a razão sexual observada , uma vez que machos e fêmeas podem ocupar áreas distintas no ambiente. As fêmeas atingem a maturidade sexual mais precocemente, direcionando suas reservas energéticas à reprodução antes dos machos. Os ovários e testículos seguem um padrão de desenvolvimento regular ao longo dos estágios de maturidade - imaturo, em maturação, maduro e parcialmente esgotado.
C. menezesi libera apenas uma fração dos ovócitos em cada evento reprodutivo. A presença de ovócitos em diferentes estágios de desenvolvimento nos ovários indica um padrão de maturação assíncrona. A ocorrência e a duração dos estágios ovarianos sugerem padrão de desova múltipla, em que ovócitos maduros são liberados em lotes. Entre os ciclídeos, a fecundidade é altamente variável; em C. menezesi, ela é relativamente baixa, o que é típico de espécies com cuidado parental prolongado. A fecundidade aumenta com o tamanho corporal, o que reflete a maior disponibilidade energética à produção de ovócitos, reforçada pela correlação positiva entre massa corporal e número de ovócitos produzidos.

## Conservação
A União Internacional para a Conservação da Natureza (UICN) classifica Crenicichla brasiliensis (sob o nome Crenicichla menezesi) como pouco preocupante (LC), pois é frequente, mas pouco abundante. Não é uma espécie de interesse da aquariofilia, mas permite-se sua comercialização ornamental, pela Instrução Normativa N.º 01 de 03 de janeiro de 2012. Conhecem-se algumas ameaças difusas associadas à degradação de habitats tanto por agropecuária quanto por urbanização. Em 2018, foi classificada (sob o nome Crenicichla menezesi) como pouco preocupante (LC) no Livro Vermelho da Fauna Brasileira Ameaçada de Extinção do Instituto Chico Mendes de Conservação da Biodiversidade (ICMBio). A espécie está presente em algumas áreas de conservação: a Área de Proteção Ambiental da Serra da Ibiapaba (APA Serra da Ibiapaba), o Parque Nacional Nascentes do Rio Parnaíba (PARNA Nascentes do Rio Parnaíba), a Área de Proteção Ambiental Bonfim/Guaraíra (APA Bonfim/Guaraíra), a Área de Proteção Ambiental da Baixada Maranhense (APA Baixada Maranhense), a Área de Proteção Ambiental da Foz do Rio das Preguiças (APA Foz do Rio das Preguiças), a Área de Proteção Ambiental de Upaon-Açu-Miritiba-Alto Preguiças (APA Upaon-Açu / Miritiba / Alto Preguiças), a Área de Proteção Ambiental dos Morros Garapenses (APA Morros Garapenses), a Reserva Particular de Patrimônio Natural Serra das Almas (RPPN Serra das Almas) e a Reserva Particular de Patrimônio Natural Ser Nativo (RPPN Ser Nativo).